# Takeši Kitano
Takeši Kitano (japonsky 北野 武, Kitano Takeši), pseudonym Beat Takeši (japonsky ビートたけし, Bíto Takeši), (* 18. ledna 1947) je japonský filmový režisér, komik, herec, spisovatel, básník a malíř. Je uznáván nejen v Japonsku, ale i v zahraničí pro své charakteristické kinematografické dílo.
Jeho kriminální drama Ohňostroj (1997) vyhrálo Zlatého lva na filmovém festivalu v Benátkách, on sám v Benátkách dostal cenu za nejlepší režii filmu Samuraj (2003). Za Ohňostroj dostal i Evropskou filmovou cenu pro mimoevropský film. K jeho známým snímkům patří i mafiánská dramata Ukrutnost (2010) a Ve spárech yakuzy (2000) či komedie Achilles a želva (2008). Ve svých filmech většinou i hraje, nezřídka hlavní role, ale objevuje se i ve snímcích jiných režisérů, například v drsném thrilleru Battle Royale (2000) Kindži Fukasakua., nebo v dramatu Krev a kosti (2004) Jóiči Saie.
Znám je jeho negativní vztah k Hollywoodu.
Svůj pseudonym používá při všech svých aktivitách s výjimkou funkce režiséra.
Uváděl též zábavný soutěžní pořad Takešiho hrad, který v Česku vysílala TV Prima Cool.